# Dipseliopoda arcuata
Dipseliopoda arcuata är en tvåvingeart som beskrevs av Oskar Theodor 1955. Dipseliopoda arcuata ingår i släktet Dipseliopoda och familjen lusflugor.
Artens utbredningsområde är Etiopien. Inga underarter finns listade i Catalogue of Life.